# Nico Stehr
Nico Stehr (né en 1942) est un sociologue allemand. Il enseigne à l'Université Zeppelin (Friedrichshafen). Ses travaux portent principalement sur la sociologie de la connaissance, une branche de la sociologie qu'il a contribué à faire connaître en Amérique du Nord par la traduction d'ouvrages de Karl Mannheim en collaboration avec Volker Meja et David Kettler.

## Biographie
Après avoir obtenu un Ph.D. en sociologie de l'University of Oregon en 1970, il enseigne au Canada et aux États-Unis entre 1967 et 2000. Le dernier poste qu'il occupa au Canada fut au Peter Wall Institute for Advanced Study de la University of British Columbia à Vancouver. Durant l'année scolaire 2002-2003, Nico Stehr a été professeur invité à l'Université de Vienne (chaire Paul-Lazarsfeld-Professor).
Il est membre du Sustainable Development Research Institute de la University of British Columbia, du Center for Advanved Study of the Humanities (Essen, Allemagne), éditeur du Canadian Journal of Sociology depuis 2006 et membre de la Société royale du Canada.
Ses recherches portent sur les transformations des sociétés modernes en « sociétés du savoir ».

## Publications
- (éd. avec René Koenig), Wissenschaftssoziologie. Studien und Matrialien. Sonderheft 18 der Koelner Zeitschrift fuer Soziologie und Sozialpsychlogie, Westdeutscher Verlag, 1975.
- (éd. with Volker Meja et David Kettler), Karl Mannheim, Strukturen des Denkens (Suhrkamp, 1981 ; 2e éd., 2003 ; trad. anglaise, Karl Mannheim, Structures of Thought, Routledge and Kegan Paul, 1982.
- (éd. avec Volker Meja), Streit um die Wissenssoziologie, Suhrkamp, 1982.
- (avec Volker Meja et David Kettler), Karl Mannheim, Tavistock, 1984.
- (éd. avec Volker Meja et David Kettler), Karl Mannheim, Konservatismus, Suhrkamp, 1984 ; 2e éd. 2003.
- (éd. avec Volker Meja) Knowledge and Society. Contemporary Perspectives on the Sociology of Knowledge, Transaction Books, 1984.
- (éd. avec Gernot Boehme) Knowledge Society, D. Reidel Publishing, 1986.
- Praktische Erkenntnis, Suhrkamp, 1991 ; éd. anglaise, Practical Knowledge. Applying Social Science Knowledge, Sage, 1992.
- Knowledge Societies, Sage, 1994.
- Arbeit, Eigentum und Wissen. Zur Theorie von Wissensgesellschaften, Suhrkamp, 1994.
- (avec Hans von Storch) Klima-Wetter-Mensch, C.H. Beck, 1999.
- Die Zerbrechlichkeit moderner Gesellschaften. Die Grenzen der Macht und die Chancen des Individuums, Velbrück Wissenschaft, 2000.
- (éd. avec Peter Weingart) Practising Interdisciplinarity, University of Toronto Press, 2000.
- (éd. avec Richard V. Ericson) Governing Modern Societies, University of Toronto Press, 2000.
- Wissen und Wirtschaften. Die gesellschaftlichen Grundlagen der modernen Ökonomie, Suhrkamp, 2001.
- The Fragility of Modern Societies. Knowledge and Risk in the Information Age, Sage, 2001.
- (éd. avec Reiner Grundmann) Werner Sombart. Economic Life in the Modern Age, Transaction Publishers, 2001.
- Knowledge and Economic Conduct. The Social Foundations of the Modern Economy, University of Toronto Press, 2002.
- Wissenspolitik. Die Überwachung des Wissens, Suhrkamp Verlag, 2003.
- (éd.) The Governance of Knowledge, Transaction Books, 2004.
- (éd.) Biotechnology. Between Commerce and Civil Society, Transaction Books, 2004.
- (éd. avec Christian Fleck) Die Gesellschaft des Terrors. Innansichten der KZs Dachau und Buchenwald, Suhrkamp, 2004.
- (éd. avec Reiner Grundmann), Knowledge. Fuenf Baende, Routledge, 2005.
- Knowledge Politics. Governing the Consequences of Science and Technology, Paradigm Books, 2005.
- (éd. avec Voker Meja), Society and Knowledge. Contemporary Perspectives on the Sociology of Knowledge and Science, Transaction Publihsers, 2005.
- Moral Markets. How Knowledge and Affluence Change Consumers and Producers, Paradigm Publishers, 2007.
- Die Moralisierung der Maerkte, Suhrkamp, 2007.
- (éd. avec Christian Fleck), Paul F. Lazarsfeld. Empirische Theorie des Handelns, Suhrkamp, 2007.
- (avec Reiner Grundmann)  The Power of Scientific Knowledge . From Research to Public Policy. (Cambridge University Press, 2012);  (ISBN 978-1-107-02272-0)
- (éd. avec Stephan Jansen et Eckhard Schroeter),  Fragile Stabilitaet - stabile Fragilitaer . Springer VS; 2013.